# Shinkolobwe
Shinkolobwe – kopalnia radu i uranu w prowincji Górna Katanga, w Demokratycznej Republice Konga. Wcześniej znana jako Kasolo. Kopalnia wyprodukowała rudę uranu na potrzeby Projektu Manhattan. Oficjalnie zamknięta w 2004 roku. Znajduje się około 15 km na zachód od Likasi.

## Historia
W 1915 roku do Konga dociera brytyjski podróżnik i geolog Robert Rich Sharp. Kiedy odwiedza Shinkolobwe, jego zainteresowanie budzą tamtejsze skały o zielono-żółto-pomarańczowym zabarwieniu. Belgia w tajemnicy tworzy swój własny program radowy. Kluczową rolę odgrywa w nim kopalnia w Kongo, w której uran okazał się wyjątkowo czysty. W 1921 roku rusza wydobycie rudy uranu w Shinkolobwe, a pięć lat później Union Miniere de Haut Katanga (UMHK) jest już światowym monopolistą w produkcji radu. W 1937 roku z polecenia prezesa UMHK Edwarda Sengiera wydobywanie zostaje wstrzymane. Zgromadzone w Olen, w Belgii zapasy w wielkości ok. 1150 ton, pokrywały 20-letnie światowe zapotrzebowanie na surowiec do produkcji radu. 10 maja 1940 Niemcy atakują Belgię, tydzień później zajmują Olen i przejmują zapasy rudy, które zostają przekazane na potrzeby hitlerowskiego programu atomowego.
Amerykanie zobowiązali się, że kosztem 13 mln $ uruchomią wydobycie rudy uranowej w Shinkolobwe. Za kolejne 37,5 mln $ mieli odkupić zgromadzone w niej zapasy. Jednak skala przedsięwzięcia okazała się znacznie większa. Aby bezpiecznie przetransportować rudę z serca Afryki na zachodnie wybrzeże, konieczne było rozbudowanie lotnisk, portów, dróg i linii kolejowych. Do Konga zostały wysłane oddziały inżynieryjne amerykańskiej armii, które zmodernizowały lotniska w Elizabethville i Leopoldville, oraz port w Matadi, w delcie rzeki Kongo, by mogły do niego zawijać statki o głębszym zanurzeniu. Zabezpieczyły też alternatywną trasę transportu – koleją przez portugalską Angolę, do portu w Lobito. Jesienią 1940 roku, 1750 ton rudy uranowej zostało zapakowane do metalowych beczek i ruszyło w liczącą 2,5 tys. km drogę przez Atlantyk.
Do końca roku 1944, na potrzeby Projektu Manhattan dostarczono 30 tys. ton rudy. Z uzyskanych z niej izotopów uranu zostały zbudowane pierwsze bomby atomowe typu Little Boy.
Po kilku ofiarach zawalenia kopalnia oficjalnie została zamknięta w 2004 roku. Niemniej jednak złoża nadal są wydobywane nielegalnie i w sposób rzemieślniczy bez odpowiednich środków ochronnych. Poszukuje się tu kobaltu i innych metali. Według różnych pogłosek ruda uranu z Shinkolobwe miała być sprzedawana Iranowi w 2006 roku. Ze względu na nieprzejrzyste warunki polityczne w regionie, nie można było uzyskać dokładniejszych informacji.

## Minerały z Shinkolobwe
Znaleziono tutaj jedne z najlepszych minerałów uranu na świecie. Z 38 pierwszych opisów minerałów (stan na 2019) Shinkolobwe zajmuje 8 miejsce na świecie.

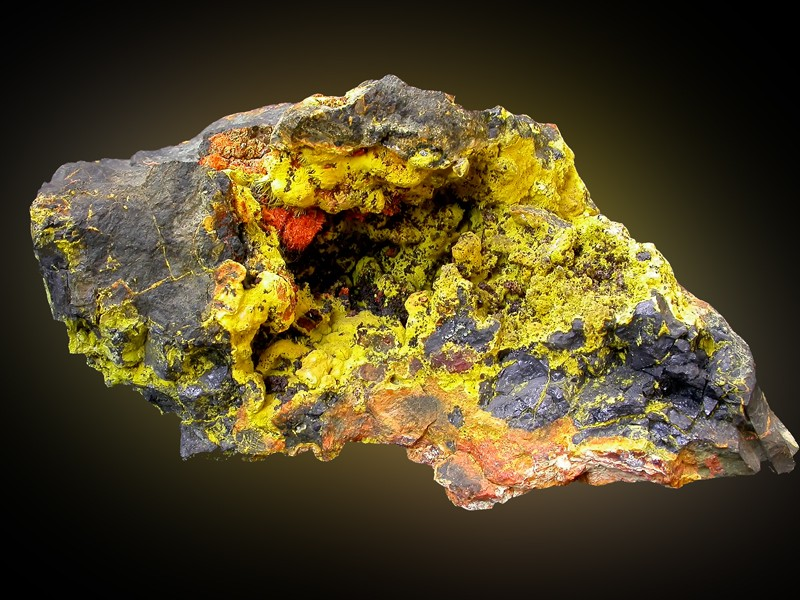
Schoepit–curyt–uraninit. Bardzo ciężki, ponieważ matryca jest czystym uraninitem (stalowo-szary).
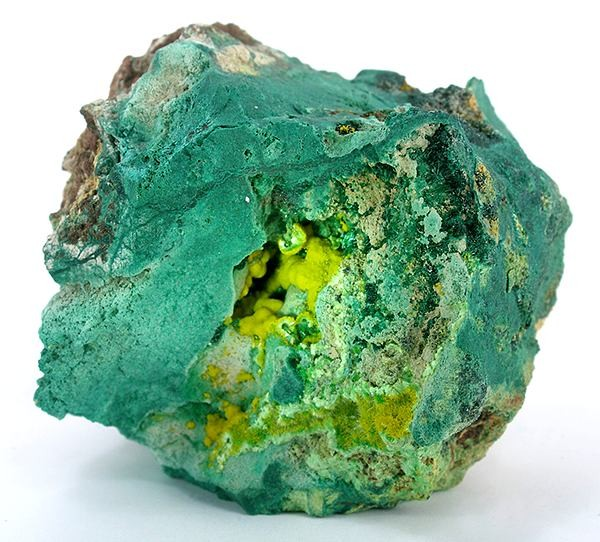
Uranofan w próbce malachitu.
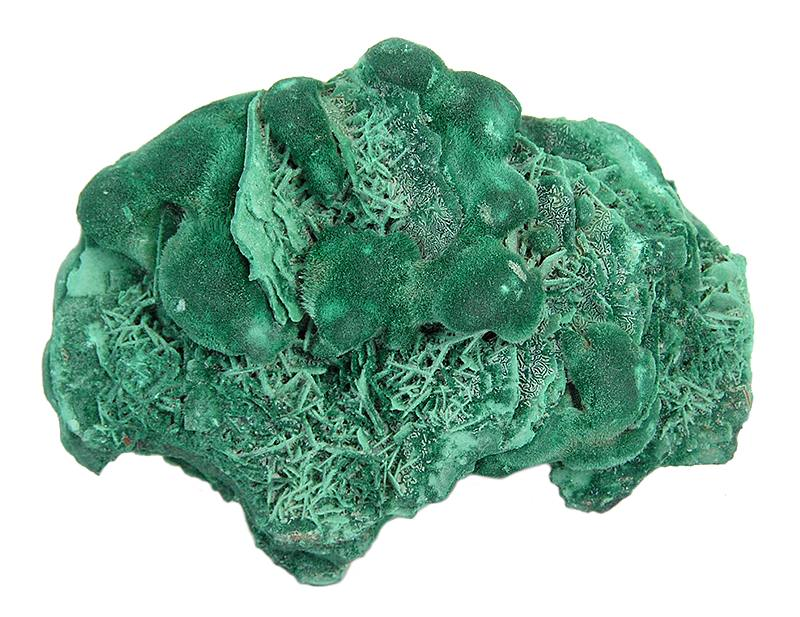
Baryt, malachit.
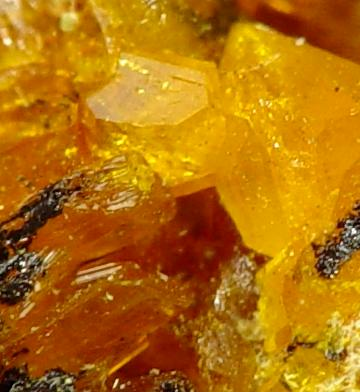
Becquerelit, billietit.
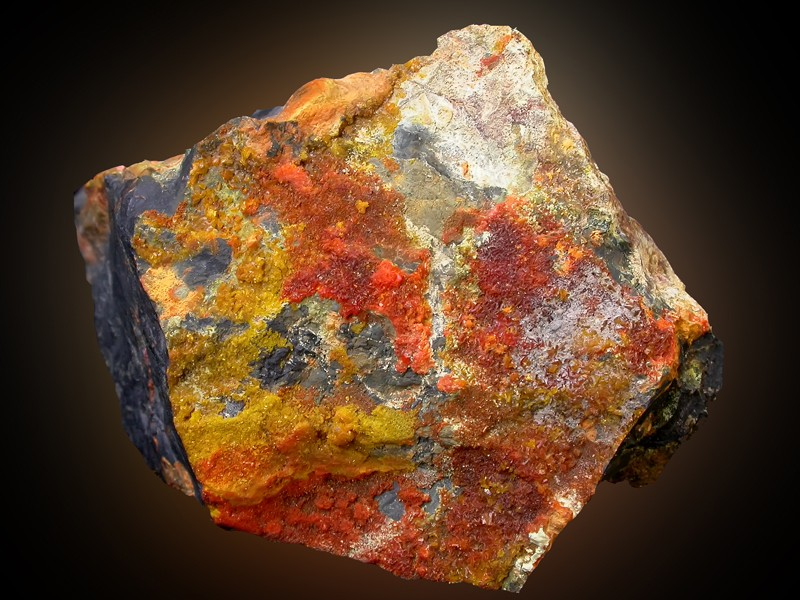
Fourmarierit, becquerelit, uraninit.
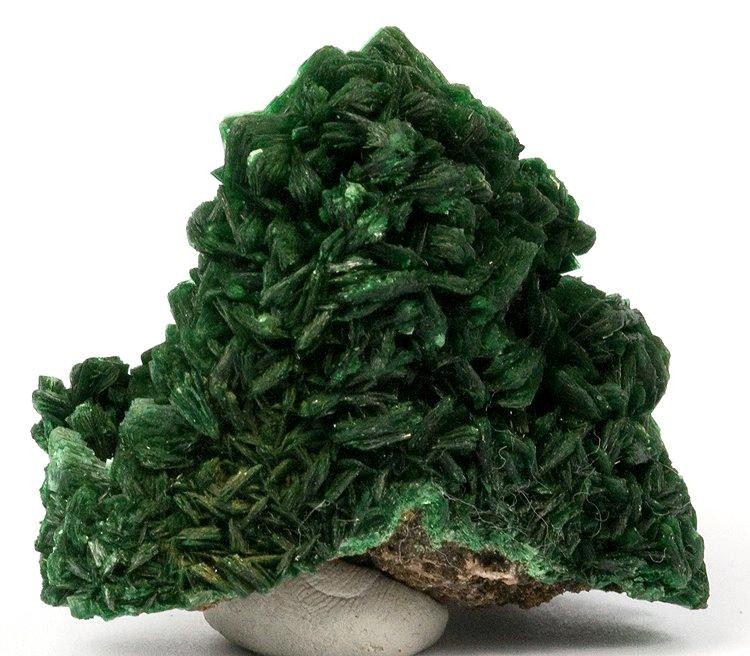
Torbernit.